# Receptor de histamina
Los receptores de histamina son una clase de receptores acoplados a proteína G que se unen preferencialmente a la histamina como su principal ligando endógeno.
Hay cuatro receptores de histamina conocidos: receptor H1, receptor H2, receptor H3 y receptor H4.
| Receptor | Mecanismo   | Función | Antagonistas |
| -------- | ----------- | --- | --- |
| H 1      | Gq          | - contracción del íleon - modular el ciclo circadiano - picor - vasodilatación sistémica (efecto indirecto a través del aumento de la producción de NO ) - broncoconstricción (asma inducida por alergia)   | - Antagonistas de los receptores H 1 - azelastina - difenhidramina - Loratadina - cetirizina - fexofenadina - clemastina - rupatadina |
| H 2      | Gs ↑ AMPc2+ | - acelerar el ritmo sinusal - Estimulación de la secreción de jugo gástrico - Relajación del músculo liso - Inhibir la síntesis de anticuerpos, la proliferación de células T y la producción de citoquinas | - Antagonistas de los receptores H2 - ranitidina - cimetidina - famotidina - nizatidina                                               |
| H 3      | Gi          | - Disminuir la liberación de neurotransmisores de acetilcolina, serotonina y norepinefrina en el SNC - Autorreceptores presinápticos                                                                        | - Antagonistas de los receptores H <sub id="mwgw">3</sub> - ABT-239 - ciproxifán - Clobenpropit - tioperamida                         |
| H 4      | Gi          | - mediar la quimiotaxis mastocitos. | - Antagonistas de los receptores H4 - tioperamida - JNJ 7777120                                                                       |

Hay varias variantes de empalme del receptor H3 presentes en varias especies. Aunque todos los receptores son receptores acoplados a proteína G transmembrana 7, los receptores H1 y H2 son bastante diferentes en sus actividades de los H3 y H4. El receptor H1 provoca un aumento en la hidrólisis del PIP2, el H2 estimula la secreción de ácido gástrico y elreceptor H3 media la inhibición por retroalimentación de la histamina.